# Superボンバーマン
『Superボンバーマン』は2003年12月1日にボーダフォンライブ向けコンテンツとして配信されているゲーム。また、2004年7月1日にEzweb向けに2006年3月29日にウィルコムのPHS端末向けで配信されていた。ジャンルはアクション。

## 概要
ゲーム内容は「ノーマルゲーム」と「VSモード」の2つのモードがあり「ノーマルゲーム」は30ステージで構成されており、「VSモード」ではCPUが操るボンバーマンと戦う。
スーパーファミコン用ソフト『スーパーボンバーマン』との関連性はない。

## SuperボンバーマンG
『SuperボンバーマンG』は2006年2月13日にハドソンによってiモード向けコンテンツとして配信されているゲーム。ジャンルはアクション。上記の2つのモードが今作にも登場する。

## 参照サイト
- Superボンバーマン i-mode - ウェイバックマシン（2009年1月13日アーカイブ分）
- Superボンバーマン ezweb - ウェイバックマシン（2009年1月13日アーカイブ分）
- Superボンバーマン Yahoo!ケータイ - ウェイバックマシン（2009年1月13日アーカイブ分）
- Superボンバーマン willcom - ウェイバックマシン（2008年12月19日アーカイブ分）
- Superボンバーマン EMOBILE - ウェイバックマシン（2008年12月19日アーカイブ分）
- SuperボンバーマンG i-mode - ウェイバックマシン（2008年12月22日アーカイブ分）